# San Simpliciano

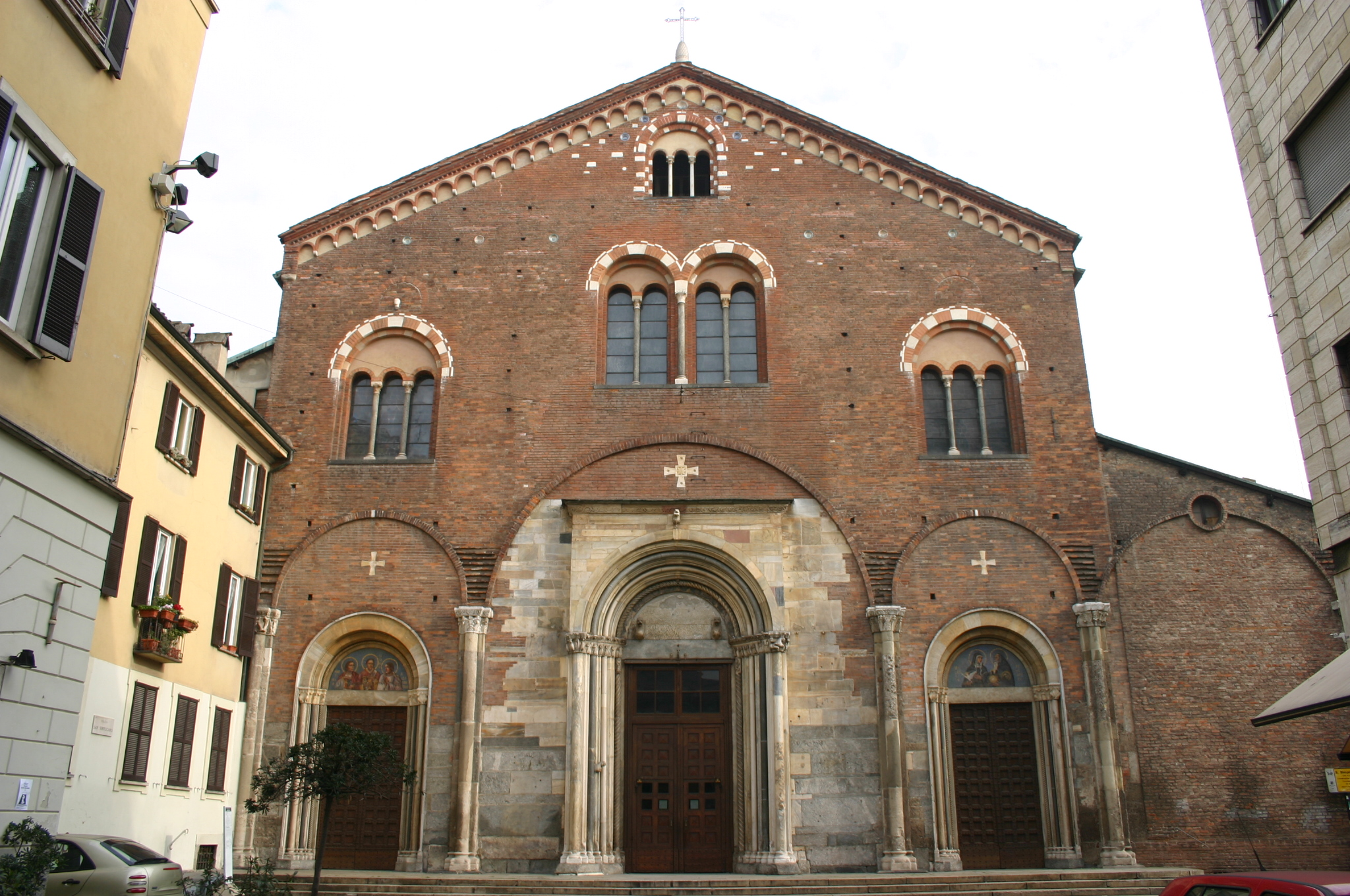
A bazilika főhomlokzata

A San Simpliciano-bazilika (Piazza Crociate) egy milánói templom. Itt temették el Szent Simpliciust, aki Szent Ambrust váltotta a város püspökeinek sorában.

## Története
A hagyományok szerint a bazilikát Szent Ambrus alapította a 4. században egy római temető területén. Névadóját, aki Szent Ambrust Milánó püspökeinek sorában felváltotta, és aki kibővítette a bazilikát, itt is temették el. A 12. században átépítették román stílusban, akkor épült fel harangtornya is, amelyet később aztán visszabontottak, mert zavarta a Castello Sforzesco ágyúinak lőtávolságát. A bazilikát 1789-ig a bencések birtokolták.
A legenda szerint a II. Frigyes német-római császár vezette csapatok felett 1176-ban Legnanóban aratott győzelem napján három galamb felröppent a templom egyik helyiségében, ahol három vértanú ereklyéit őrizték és a zászlórúdra szállt le. Ennek emlékére minden év május 29-én, a csata napján, a templom előtti téren galambokat engednek szabadon.
A háromhajós templom legértékesebb kincse egy 1515-ben készült Bergognone-freskó az apszisban. A márványoltár valószínűleg az 5-6. században készült. Színes ablakai 1927-ben készültek.
Az oldalkápolnák díszítése változó: reneszánsztól barokkig, rokokótól neoklasszikusig. A templom értékes freskóit Alessandro Varotari, Aurelio Luini, Ambrogio da Fossano valamint Camilo Procaccini festették.